# Ronnie Attard
Ronald Attard (Municipio de White Lake, Míchigan, 20 de marzo de 1999) más conocido como Ronnie Attard, es un jugador profesional estadounidense de hockey sobre hielo que se desempeña en la posición de defensor derecho en Philadelphia Flyers, equipo de la National Hockey League (NHL).

## Carrera
Fue seleccionado en la tercera ronda en la NHL Entry Draft de 2019. En 2021 hizo su debut profesional con el equipo Philadelphia Flyers, donde lleva jugando dos temporadas.